# Olivia O'Brien
Olivia Gail O'Brien (Los Angeles, 26 novembre 1999) è una cantautrice statunitense.
Dopo aver raggiunto la notorietà grazie alla collaborazione con gnash nel singolo I Hate U, I Love U, successivamente ha pubblicato il suo singolo debutto Trust Issues e vari altri, tra cui Root Beer Float, con Blackbear e Find What You're Looking For. Nel corso della sua carriera ha pubblicato 1 album e vari EP.

## Biografia
O'Brien nasce il 26 novembre 1999 a Los Angeles, in California. Canta da quando ha sette anni e ha imparato da sola a suonare la chitarra e il pianoforte. Ha frequentato la High School Justin-Siena a Napa, in California.
È entrata in contatto con il mondo della musica mainstream per la prima volta nel 2015, quando è riuscita ad incuriosire il già famoso Gnash con una cover di un suo brano. Stuzzicato dal talento della collega, Gnash le chiede di farle ascoltare i suoi brani inediti, tra cui la prima demo di I Hate u, I Love u: il cantante decide dunque di trasformare questo brano in una vera e propria collaborazione tra di loro, e la invita a registrarla nella sua casa di Los Angeles. Da questo esperimento viene fuori un brano di grande successo, che raggiunge la decima posizione della Billboard Hot 100 e la vetta della classifica australiana. In seguito a questo successo, O'Brien viene messa sotto contratto dalla Island Records e pubblica il suo singolo di debutto da solista, Trust Issues, nel 2016. Seguono altri tre singoli pubblicati nel corso dell'anno: Roof Beer Floaf con Blackbear, Find What You're Looking For e la versione originale di I Hate u, I Love u.
Nel febbraio 2017 pubblica il singolo Empty come primo estratto dal suo EP di debutto It's Not That Deep, pubblicato nei mesi successivi. L'artista pubblica successivamente altri due singoli dall'EP, Empty e RIP, e viene nominata ad un iHeart Radio Music Award. A gennaio 2018 collabora con Jack & Jack nella versione acustica singolo Beg, mentre a giugno pubblica un remix di RIP in collaborazione con G-Eazy e Drew Love. Ad agosto 2018 pubblica il brano UDK come primo singolo promozionale dal suo album di debutto, mentre nel mese successivo pubblica il singolo ufficiale I Don't Exist. L'album Was It Even Real viene pubblicato nel 2019 e da esso vengono estratti altri singoli: Care Less More, Love Myself, Just A Boy.
Nel maggio 2019 collabora con la band norvegese Seeb nel singolo Fade Out, mentre nel successivo novembre pubblica il suo secondo EP It Was a Sad Fucking Summer. L'artista definisce questo lavoro come il primo di una serie di micro-mixtape, a cui fanno dunque seguito nel 2020 The Results Of My Poor Judgement, Josslyn e Hope That It Was Worth It. Il brano Josslyn ottiene uno spiccato successo su TikTok, tanto da spingere l'artista a girare un video musicale nonostante la quarantena imposta dalla pandemia da COVID-19. Sempre nel 2020 l'artista avrebbe dovuto esibirsi durante il Coachella, tuttavia il festival è stato cancellato a causa della pandemia da COVID-19. Nel settembre 2020 pubblica il singolo NOW.
Tra 2021 e 2022 continua a pubblicare vari singoli, realizzando fra gli altri collaborazioni con interpreti come Fletcher e Oliver Sykes dei Bring Me the Horizon.

## Discografia

### Album in studio
- 2019 – Was It Even Real?

### EP
- 2017 – It's Not That Deep
- 2019 – It Was a Sad Fucking Summer
- 2020 – The Resunt Of My Poor Judgement
- 2020 – Josslyn
- 2020 – Hope That It Was Worth It

### Singoli
- 2016 – Trust Issues
- 2016 – Root Beer Float (featuring Blackbear)
- 2016 – Find What You're Looking For
- 2016 – Hate u love u
- 2017 – Empty
- 2017 – RIP
- 2017 – No Love
- 2017 – Tequilawine
- 2017 – Fuck Feelings
- 2018 – UDK
- 2018 – I Don't Exist
- 2019  – Care Less More
- 2019 – Love Myself
- 2019  – Such a Boy
- 2019 – Fade Out (con Seeb)
- 2020 – Josslyn
- 2020 – Now
- 2021 – Better Than Feeling Lonely
- 2021 – Sociopath
- 2021 – No More Friends (con Oliver Sykes dei Bring Me the Horizon)
- 2022 – Bitches These Days
- 2022 – Caught Up (con Gryffin)
- 2022 – Bitch Black (con Fletcher)
- 2022 – Never Be the One